# シューアの補題
数学において、シューアの補題（シューアのほだい、英: Schur's lemma）とは、群の表現や代数の表現に関する基本的できわめて有用な定理である。群の場合には、シューアの補題は M と N が群 G の有限次元既約表現加群であり、φ が群の作用と可換な M から N への線型写像とすると、φ は可逆であるか、または φ = 0 である、となる。重要な場合が、M = N で φ が自己準同型のときに起きる。シューアの補題は、イサイ・シューアの名前に因んでいる。彼はこの補題を使い、大直交性定理を証明し、有限群の表現論の基礎を確立した。シューアの補題は、リー群やリー代数へ一般化されており、多くの部分はジャック・ディクスミエによるものである。
代数 A 上の既約加群 M, N の間の A-準同型写像 ρ: M → N の場合、シューアの補題を一言でいうと、準同型写像 ρ は、同型か、または、零準同型であるとなる。特に、ρ ≠ 0 かつ k が代数的閉体で既約加群 M と N が k 上有限次元であれば、M から N への k-準同型写像は ρ のスカラー倍に限ること意味する。

## 文脈
シューアの補題は有限群の表現論と半単純加群の多元環の研究の基礎の1つである。
有限次元 n のベクトル空間 E における群 G の表現は、G から E の自己同型全体からなる一般線型群 GL(E) への写像 ρ である。1896年の論文においてフェルディナント・ゲオルク・フロベニウス (Ferdinand Georg Frobenius) により開拓されたこの手法は大成功である。
3年後、ハインリッヒ・マシュケ (Heinrich Maschke) はすべての表現は既約表現の直和であることを証明した。表現 (E, ρ) が既約であるとは、部分空間 E と {0} が相異なりかつ G のすべての元 g に対し自己同型 ρ(g) により不変な部分空間がその2つしかないことをいう。マシュケの定理は K の標数が G の位数を割り切らなければ G のすべての表現は既約表現の直和であるという定理である。したがって有限群のすべての表現を知ることはその既約表現を知ることに帰着し、他の表現はそれらの直和として得られる。
シューアの補題は次の重要な結果の証明に本質的な技術的補題である：既約表現は指標により識別でき、これらの指標は pairwise に直交する。このアプローチは有限群の理論に重要な結果をもたらす。これにより最終的に単純群の分類ができるが、位数が奇数のすべての有限群は可解であるというウィリアム・バーンサイドの予想のような結果の証明もできる。この結果はトンプソン (Thompson) が1970年にフィールズ賞を受賞した理由である。
この補題は他の文脈においても有用であるが表現の場合が最も重要である。

## 加群の言葉による定式化
定理 ― 
M と N を環 R 上の単純加群とすると、任意の R-加群準同型写像 ρ: M → N は同型であるかまたは 0 である。特に、単純加群の自己準同型環は、斜体である。
ρ が R-加群の準同型写像であるという条件は、すべての m, n ∈ M と r ∈ R に対し、
{\displaystyle \rho (n+m)=\rho (n)+\rho (m),\quad \rho (rm)=r\rho (m)}
であることを意味する。
群 G の体 k 上のベクトル空間 V における任意の表現はそのまま G の群環 k[G] 上の加群 V とみることができるので、群のバージョンは加群のバージョンの特別な場合である。
定理 ― (V, ρ) と (W, τ) を G 上の既約表現とする。線型写像 f: V → W が
任意の g ∈ G に対して fρ(g) = τ(g) f
を満たせば、f = 0 であるか、あるいは（ρとτの次数が等しく）f は同型写像である。
シューアの補題はよく次の特別な場合に適用される。R が体 k 上の代数であり、ベクトル空間 M = N は R の単純加群であるとすると、加群 M の自己準同型環は k 上の可除環であることを、シューアの補題は示している。M が有限次元であれば、この可除環も有限次元である。k が複素数体であれば、唯一の選択肢はこの可除環が複素数体となることである。このようにして、加群 M の自己準同型は「可能な限り小さい」。言い換えると、R からくるすべての変換と可換であるような M の線型変換は、恒等変換のスカラー倍しかありえない。
より一般的に、このことは代数的閉体 k 上の任意の代数 R と高々可算次元の任意の単純加群 M に対して成り立つ。R からくるすべての変換と可換であるような M の線型変換は、恒等変換のスカラー倍だけである。
体が代数的閉体ではない場合は、自己準同型環ができるだけ小さいときに依然として興味がある。k-代数上の単純加群は、その自己準同型環が k と同型のときに、絶対単純(absolutely simple)という。このことは一般に、体 k 上で既約であるということよりも強い条件で、加群が k の代数的閉体上でさえ既約であることを意味する。

## 系
上記主張の系として次の定理が得られる。
定理 ― k が代数的閉体であるとき、(V, ρ) を G の既約表現とすると、任意の g ∈ G に対し ρ(g) と可換な自己準同型 f は λid (λ∈k) の形となる。

## 行列の形式
G を複素数の行列群とすると、G は複素数を要素とする n 次正方行列のある集合であり、G は行列の積と行列の逆行列をとることに対し閉じている。さらに、G が既約であるとする。つまり、G の作用の下に不変な線型部分空間 V が O と空間全体以外には存在しないとする。言い換えると、
すべての g ∈ G に対し {\displaystyle gV\subseteq V} であれば、{\displaystyle V=0} か、または、{\displaystyle V=\mathbb {C} ^{n}} である。
単独の表現の特別な場合では、シューアの補題は、次のことを意味する。A が n 次の複素数の行列で、G のすべての行列と可換であるならば、A はスカラー行列である。G が既約でないならば、このことは成り立たない。たとえば、GL(n,C) の中の対角行列全体の部分群 D を取ると、D の中心は D であり、これはスカラー行列以外も含む。簡単な系として、アーベル群のすべて複素表現は 1 次元である。
シューアの補行列(Schur complement)も参照。

## 非単純加群への一般化
シューアの補題の加群のバージョンは、加群 M が必ずしも単純でない場合へも一般化できる。このことは、M の加群としての性質と自己準同型環の間の関係を表している。
自己準同型環が局所環のとき、強直既約(strongly indecomposable)であるという。有限の長さ(finite length)を持つ加群のクラスは重要で、次のことが同値となるという性質を持っている(Lam 2001, §19)。 
- 加群 M が直既約 (indecomposable)である。
- M が強直既約である。
- M のすべての自己準同型が、べき零かまたは可逆である。

一般に、シューアの補題の逆は成り立たない。単純でないが、自己準同型環が斜体であるような加群が存在する。そのような加群は、必ずしも直既約でなく、有限群の複素群環のような半単純環上に存在することができない。しかし、整数環の上でさえ、有理数の加群は斜体である自己準同型、特に有理数体を持っている。群環に対しても、体の標数が群の位数を割るとき例が存在する。要素が 3個である体上の 5個の点の交代群の 1-次元表現の射影被覆のヤコブソン根基 (Jacobson radical)は、自己準同型環としては 3つの要素の体を持っている。